# Кампільйо-де-Альтобуей
Кампільйо-де-Альтобуей (ісп. Campillo de Altobuey) — муніципалітет в Іспанії, у складі автономної спільноти Кастилія-Ла-Манча, у провінції Куенка. Населення — 1576 осіб (2010).
Муніципалітет розташований на відстані близько 190 км на південний схід від Мадрида, 60 км на південний схід від Куенки.

## Демографія
Динаміка населення (INE ):

## Галерея зображень

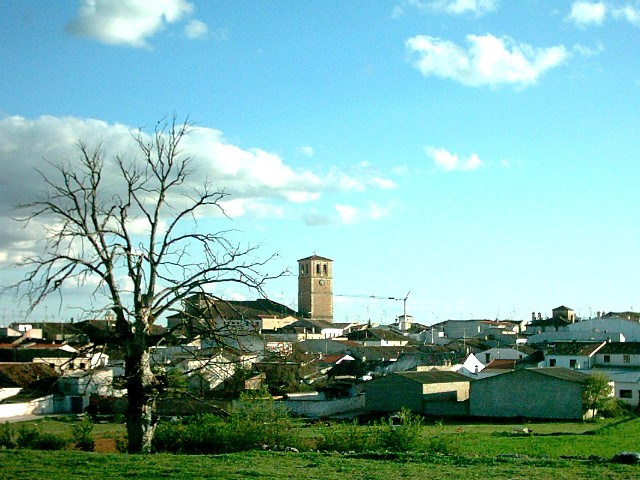
Кампільйо-де-Альтобуей